# Треворит
Треворит — рідкісний мінерал, оксид нікелю та заліза, що належить до групи шпінелі. Він має хімічну формулу NiFe3+2O4. Це чорний мінерал з типовими для шпінелі властивостями кристалізації в кубічній системі, з чорною рисою, неплавкий та нерозчинний у більшості кислот.
Між треворитом і магнетитом існує принаймні частковий твердий розчин, причому багато магнетитів з ультраосновних порід містять принаймні слідові кількості Ni. Fe²⁺ та Mg²⁺ можуть замінювати Ni в тревориті.

## Відкриття та прояви
Вперше його було описано в 1921 році на нікелевому родовищі Бон-Аккорд (Бон-Аккорд, Барбертон, Мпумаланга, ПАР), і названо на честь майора Тюдора Гріффіда Тревора (1865—1954), який був гірничим інспектором у ПАР.
У родовищі Бон-Аккорд він утворювався внаслідок контакту між ультраосновним інтрузивом та кварцитом. У прояві на горі Кліффорд, Австралія, він трапляється пов'язаний з рудним тілом сульфіду нікелю, що прилягає до габро, яке інтрудувало у перидотит. Супутні мінерали включають: німіт, віллемсеїт, нікелевий тальк, віоларит, мілерит, ривезит та ґетит у Бон-Аккорді; а також самородний нікель, хізлевудит та мілерит у горі Кліффорд.
Також повідомлялося про його виявлення в гідротермальному полі Логачев-1 на Серединно-Атлантичному хребті; у формації Хатрурім у пустелі Негев в Ізраїлі; в районі Джозефін-Крік, округ Джозефін, штат Орегон, та в районі Габбс округу Най, штат Невада.